# Abulug (Fluss)
Der Abulug (eng.: Abulug River) ist ein Fluss der größtenteils in der Provinz Apayao fließt, auf den Philippinen. An seinem Oberlauf ist er auch bekannt unter dem Namen Apayao. Er entspringt in dem Gebirge der Cordillera Central in der Nähe des Mount Magna, im Nordwesten der Provinz Apayao. Der Fluss mündet in der Nähe der gleichnamigen Gemeinde Abulug in die Luzonstraße. Der Abulug hat eine Länge von 175 km und ein Wassereinzugsgebiet von 3362 km². Sein Einzugsgebiet wird im Osten durch den Cagayan und im Nordwesten durch den Fluss Pamplona begrenzt.
Ab seiner Quelle, in der Nähe der Gemeinde Calanasan, fließt der Abulug in südöstliche Richtung in einem engen Flusstal, und ändert seine Fließrichtung in der Nähe der Gemeinde Kabugao von Südost auf Nordost und strebt dem Meer entgegen. Das Flusstal des Abulug gilt an seinem Unterlauf als ausgesprochen breit. Sein wichtigster Nebenfluss ist der Tauit, der am Mount Bagucan entspringt. Der Nebenfluss Tabgayagan entspringt im Südwesten und der Nagar entwässert das Gebiet der Gemeinden Pudtol und Luna.
Kleinere Nebenflüsse sind der Sicapao, Dogata, Malabang und Nagbayugan, die dem südlichen Wassereinzugsgebiet entspringen.